# Pieter Thijs

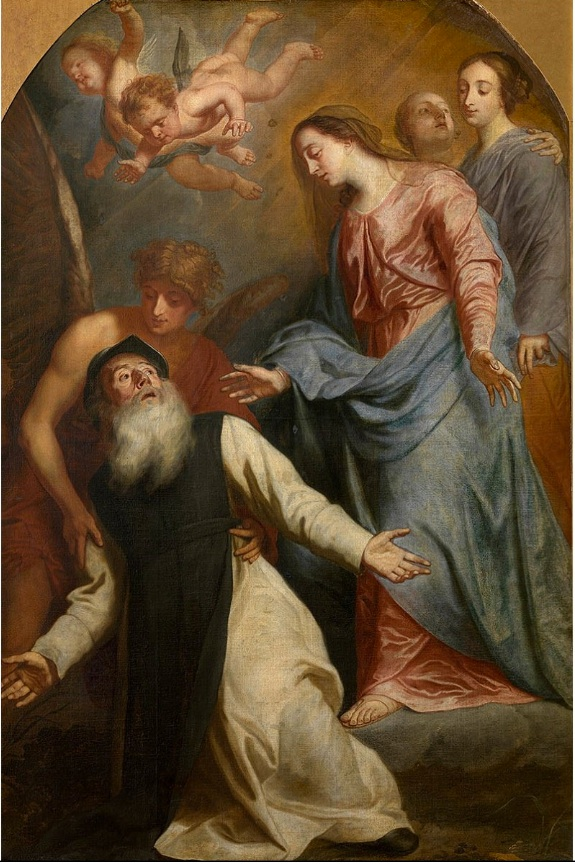
Aparición de la Virgen a san Guillermo de Aquitania, óleo sobre lienzo, 248,5 x 165,5 cm, Amberes, Museo Real de Bellas Artes.

Pieter Thijs (1624 - Amberes, 1677) fue un pintor barroco flamenco.
Discípulo o seguidor de Anton van Dyck, se le documenta de 1635 a 1677 activo en Amberes como pintor de retratos, incluyendo retratos de grupo, y de motivos historiados, tomados tanto de la historia sagrada como de la mitología, en ocasiones en colaboración con otros maestros, como Jan van den Hoecke, Peeter Boel.
Inscrito en el curso 1644/1645 como maestro en el gremio de San Lucas de Amberes, del que fue elegido decano en 1661/1662, trabajó desde muy pronto en retratos y cartones para tapices para el archiduque Leopoldo Guillermo, tanto como para el príncipe de Orange y las iglesias y monasterios de la región. Su estilo, deudor del elegante estilo final de Van Dyck, puede deberse más que a una dudosa formación en su taller a las exigencias de la clientela para la que trabajó y a la influencia de los vandyckianos Thomas Willeboirts Bosschaert y Gonzales Coques, con quienes podría haber completado su formación. El mejor conocimiento de estos maestros ha hecho que a ellos se hayan atribuido algunas de las obras asignadas ahora a Thijs, como el Tiempo y la diosa del Destino (Potsdam, Palacio de Sanssouci), ejemplo del contenido erotismo presente en las pinturas mitológicas de Thijs con las que logró atraerse a un sector de refinados gustos de la enriquecida burguesía de Amberes, del que se nutrirá también la clientela de sus retratos.